# 妹尾駅
妹尾駅（せのおえき）は、岡山県岡山市南区東畦（ひがしうね）にある西日本旅客鉄道（JR西日本）宇野線の駅である。宇野方面に向かう「宇野みなと線」と、本四備讃線に直通する「瀬戸大橋線」の、双方の愛称区間に含まれている。駅番号は宇野みなと線がJR-L04、瀬戸大橋線がJR-M04。

## 歴史
- 1910年（明治43年）6月12日：宇野線開通と同時に開業[3]。
- 1943年（昭和18年）：駅舎改築[1]。
- 1947年（昭和22年）12月9日：昭和天皇の戦後巡幸。宇野駅発、当駅着のお召し列車が運行[4]。
- 1970年（昭和45年）4月5日：貨物の取り扱いを廃止[2]。
- 1985年（昭和60年）3月14日：荷物扱い廃止[2]。
- 1987年（昭和62年）4月1日：国鉄分割民営化により、JR西日本の駅となる[2]。
- 1989年（平成元年）7月22日：駅付近1.6 kmにわたり、複線化[5]。
- 1991年（平成3年）10月22日：両備バス株式会社が駅前南団地開発に伴い橋上駅舎化し、JRに寄贈した。[1]。
- 1992年（平成4年）11月1日：みどりの窓口の営業を開始。
- 2007年（平成19年）
  - 7月：ICOCA対応の自動改札機導入。
  - 9月1日：ICカード「ICOCA」の利用が可能となる。
- 2021年（令和3年）
  - 5月24日：みどりの窓口の営業を終了[6][7]。
  - 5月25日：みどりの券売機プラスを導入[6][7]。
  - 5月31日：駅スタンプの設置、「パーク&ライド」の営業を終了[6]。
  - 6月1日：終日無人駅となる[6][8]。

## 駅構造
相対式ホーム2面2線を持つ地上駅で、橋上駅舎を有している。複線区間が岡山方面へ延長されている。
岡山駅が管理する無人駅。みどりの券売機プラスを併設している。かつてはJR西日本岡山メンテックが駅業務を受託する業務委託駅で、みどりの窓口を併設していた。開閉式の自動改札機が設置されICOCA利用可能。かつてはミニコンビニ型のキヨスクがあったが、現在は自動販売機が置いてある。

### のりば
| のりば | 路線                    | 方向 | 行先                 |
| ------ | ----------------------- | ---- | -------------------- |
| 1      | 瀬戸大橋線 宇野みなと線 | 上り | 岡山方面             |
| 2      | 瀬戸大橋線 宇野みなと線 | 下り | 宇野・児島・四国方面 |

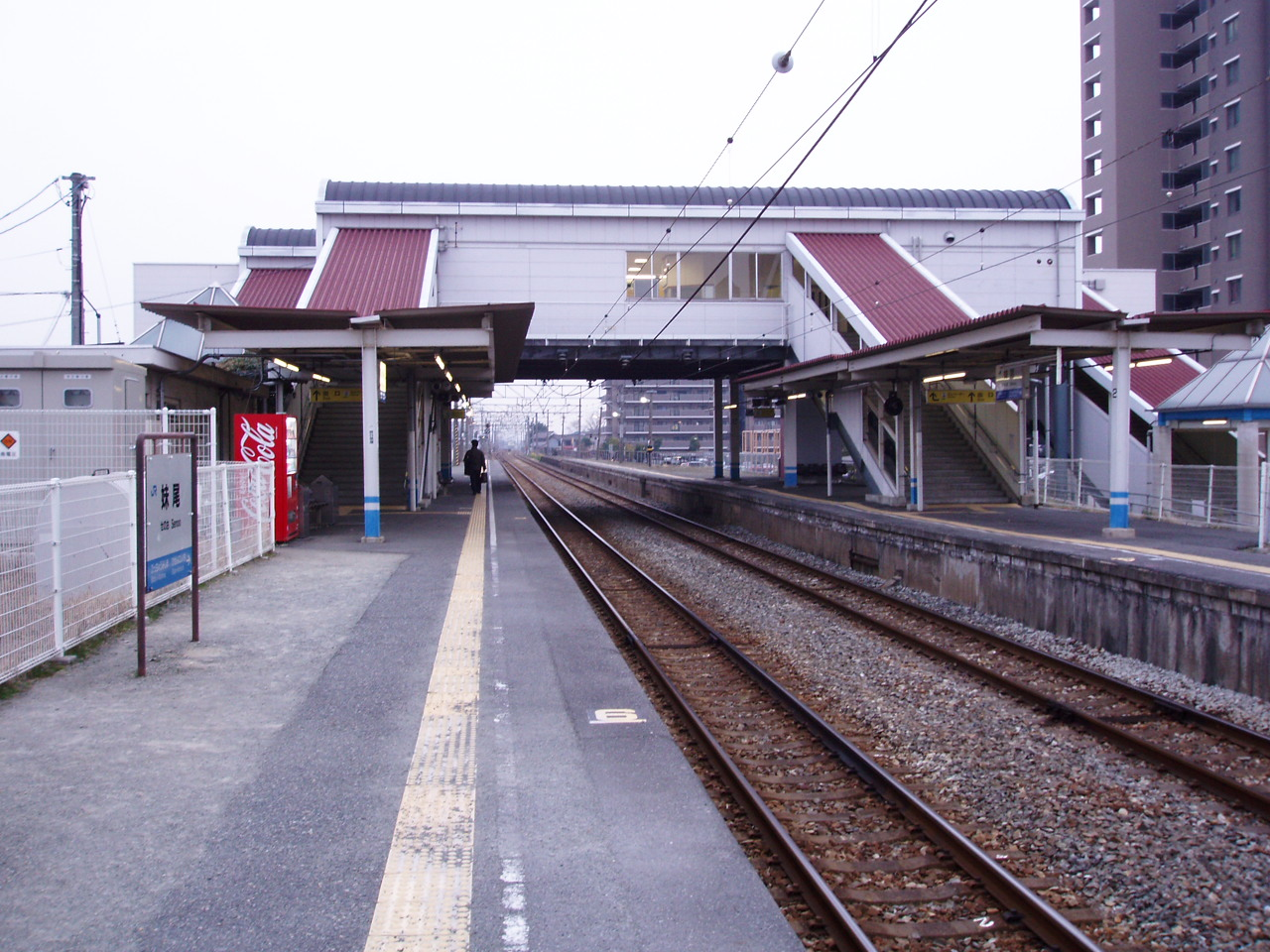
ホーム（2007年3月）

## 利用状況
1日の平均乗車人員は以下の通りである。
| 乗車人員推移 | 乗車人員推移 |
| 年度         | 1日平均人数  |
| ------------ | ------------ |
| 1999         | 2,851        |
| 2000         | 2,850        |
| 2001         | 2,819        |
| 2002         | 2,809        |
| 2003         | 2,782        |
| 2004         | 2,791        |
| 2005         | 2,866        |
| 2006         | 2,872        |
| 2007         | 2,926        |
| 2008         | 3,014        |
| 2009         | 2,974        |
| 2010         | 2,974        |
| 2011         | 3,019        |
| 2012         | 2,985        |
| 2013         | 3,009        |
| 2014         | 3,006        |
| 2015         | 3,155        |
| 2016         | 3,151        |
| 2017         | 3,199        |
| 2018         | 3,172        |
| 2019         | 3,163        |
| 2020         | 2,548        |
| 2021         | 2,562        |

## 駅周辺
当駅から八浜駅までの海側は干拓地となっている。
- 岡山西ふれあいセンター（南区西福祉事務所・南区西保健センター併設）
- 岡山市立せのお病院
- 岡山市立妹尾小学校
- 岡山市立東疇小学校
- 岡山南警察署東畦駐在所
- 妹尾郵便局
- 中国銀行妹尾支店
- せのおニューシティ
- 岡山県道152号倉敷妹尾線
- 岡山県道175号妹尾停車場線

## 隣の駅
西日本旅客鉄道（JR西日本）
 宇野みなと線（宇野線）・ 瀬戸大橋線（本四備讃線直通）
- ■快速「マリンライナー」停車駅（約半数程度が停車）

■快速（岡山 - 茶屋町）
備前西市駅 (JR-L03/JR-M03) - 妹尾駅 (JR-L04/JR-M04) - 茶屋町駅 (JR-L08/JR-M08)
■普通

備前西市駅 (JR-L03/JR-M03) - 妹尾駅 (JR-L04/JR-M04) - 備中箕島駅 (JR-L05/JR-M0１5)

## バス路線
2025年4月より、北長瀬駅行のバスが運行